# Conservadorisme
|  | «Conservador» redirigeix aquí. Vegeu-ne altres significats a «Conservació i restauració». |

El conservadorisme és un terme relativista utilitzat per a descriure les ideologies polítiques que afavoreixen els valors tradicionals, és a dir, els costums i creences culturals, com els religiosos o els nacionals. Ja que cada cultura té diversos valors establerts, els conservadors en diferents cultures tenen diferents metes. Alguns conservadors intenten preservar l'statu quo, mentre que uns altres intenten tornar als valors d'una època anterior, l'statu quo anterior.
En el context polític, es denomina conservadorisme opinions i posicionaments, generalment de centredreta i dreta, que afavoreixen tradicions i que són adversos als canvis bruscos considerats com radicals. En el social, els conservadors defensen valors familiars i religiosos. Generalment el conservadorisme s'associa al nacionalisme i el patriotisme. En l'aspecte econòmic, els conservadors històricament es van posicionar com proteccionistes –en oposició al lliurecanvisme econòmic–. Actualment aquesta associació és menys clara, ja que durant segle xx alguns dels partits conservadors van adoptar posicions liberals en fusionar-se amb partits d'aquesta tendència (el que s'ha vingut a anomenar conservadorisme liberal), aliats en la defensa de l'ordre socioeconòmic capitalista. Consegüentment, en l'actualitat en el conservadorisme polític coexisteixen diverses postures sobre l'aspecte econòmic.
Igualment, encara que molts conservadors contemporanis es defineixen com a partidaris de la democràcia, alguns altres proposen o defensen posicions monàrquiques.
Així, ja que en general mentre alguns cerquen mantenir les condicions presents d'altres cerquen tornar a situacions anteriors, existeix una certa confusió –fins i tot dins d'una mateixa cultura política– sobre els qui serien, en un moment donat, «conservadors». Martin Blinkhorn, per exemple, pregunta: «Qui són els conservadors a la Rússia d'aquests dies? són els estalinistes irredempts o els reformadors que han acceptat les visions polítiques de dreta dels conservadors moderns, tal com Margaret Thatcher».

## Ideals
- (en el social) Preferència per concepcions organicistes o naturalistes de la societat i els individus, en les quals la llei natural i el dret natural tenen un paper central.

- Concepció de l'ésser humà com a part d'una comunitat moral.

- Preferència a evitar els canvis abruptes i desordenats.

- Valorització de la religió tant com font de cohesió social com resposta a una necessitat humana profunda.

- Preferència per l'"Ordre" establert, tant social com jurídica, el que s'expressa en l'ordre públic.

- Preferència per les tradicions com a base estable de governabilitat.

- Preferència pel nacionalisme.

- Desconfiança per teories "metafísiques" de la societat.

- Desconfiança de la capacitat del poble per governar-se.

- (en l'econòmic) Preferència per la propietat privada prudència fiscal]. Tanmateix, el conservadorisme no és, en general, advers per principi a l'intervencionisme.[2] (generalment per promoure o defensar la indústria "nacional" o el desenvolupament d'activitats que es veuen com a essencials per al bé o interès nacional. Veure, per exemple: Dirigisme i Estat Social)

## Inicis de la Filosofia conservadora
El terme "conservador" va ser introduït al vocabulari polític per Chateaubriand el 1819 per referir-se a qui s'oposaven a la idees antecedents i resultants de la Revolució francesa o, mes en general, a les idees i principis que sorgiren durant la Il·lustració I que en certa manera planejava la restauració de l'Antic Règim. Aquesta oposició, que va tenir diferents característiques específiques en diferents països, es va veure enfortida com a conseqüència dels esdeveniments d'aquesta revolució i subseqüents guerres. Així, per exemple Michael Sauter escriu: "Per concloure, el conservadorisme és un producte tant dels períodes prerevolucionaris i revolucionaris de França. Té diversos orígens i va aparèixer a diversos països de formes diferents. Però si hi ha una cosa que podem dir de la seva història és que la revolució francesa va generar un ímpetu per convertir el conservadorisme en un moviment. Aquells que havien fet campanya contra qualsevol canvi abans de 1789 sobtadament es van convertir en profetes." O, en les paraules d'un personatge modern que es considera conservador: "les arrels del mal són històriques-genèticament les mateixes a tot el món occidental. L'any fatal és 1789, i el símbol de la inequitat és el gorro frigi dels jacobins. La seva heretgia és la negació de la personalitat i de la llibertat personal. La seva manifestació concreta és la democràcia de masses jacobines, totes les formes de col·lectivisme nacional i estatisme, el marxisme que produeix el socialisme i el comunisme, el feixisme i el nacional-socialisme. Esquerranismes en totes les seves varietats i manifestacions modernes, a les quals als EUA s'aplica, perversament, el bon terme liberalisme"
Aquestes diferències d'expressió en diferents països i moments han portat a diverses temptatives de classificació. Com a exemples: conservadorisme anglès versus conservadorisme (europeu) continental. Conservadorisme alemany com a diferent del conservadorisme francès, italià, nord-americà, etc. Conservadorisme moderat o fins i tot centredreta versus conservadorisme reaccionari o extrem, etc. En el que segueix s'analitzés usant una barreja d'algunes d'aquestes visions.
La diferència fonamental entre el conservadorisme moderat i el reaccionari resideix en la seva visió del paper de la democràcia i altres institucions progressista o producte de l'il·luminisme. Per a la tradició moderada, potser més ben trobada en "el conservadorisme liberal d'Edmund Burke (1729-1797), a diferència del conservadorisme continental de la seva època, va acceptar la democràcia com a forma de govern". Aquest conservadorisme "En els fets (....) va propiciar canvis de profund calat i transcendència (els drets polítics britànics, o els drets socials bismarckians).", Aquesta versió del conservadorisme és, sovint, dita "liberal", així, per exemple, Rosemary Radford Ruether observa: "Hi ha un conservadorisme econòmic i polític, de lliure mercat, capitalisme lliure de qualsevol regulació del govern, usualment unit a un fort nacionalisme, com el número u del món, la qual cosa porta a prioritzar el suport per a la policia i un pressupost gran per a l'exèrcit. Aquest tipus de conservadorisme no és tradicionalment religiós o connectat amb el cristianisme.".
Tanmateix es pot notar que va ser aquest mateix corrent moderat que va donar origen, posteriorment, a un conservadorisme fonamentalista, que Radford Ruether defineix com emanant del "fonamentalisme pròpiament protestant" (op cit) Aquesta versió ha trobat expressió generalment en el neoconservadorisme el qual és representada per personatges tals com Leo Strauss al Irving Kristol, etc. i es caracteritza per l'adhesió en l'econòmic en neoliberalisme i a valors nacionalistes i religiosos tradicionals en el social i polític.
L'altre gran corrent del conservadorisme va aparèixer als països que van ser directament afectats pels desenvolupaments polítics i socials de la revolució francesa, "en rebuig d'aquesta, al liberalisme polític i en racionalisme de la Il·lustració, defensant les institucions de l'Antic Règim i declarant-se enemic de la secularització de la política i de la societat. El conservadorisme se sosté en tres valors: l'autoritat, la lleialtat i la tradició. Ret culte a l'espiritualitat i al valor de l'incommensurable." En aquest sentit, pot ser descrit com "reaccionari", cercant una reafirmació no sol de formes polítiques sinó socials anteriors, que es percebien com una restauració dels principis de l'autoritat monàrquica absoluta i del (generalment) catolicisme com a font única de valors i estabilitat social: "Els conservadors francesos oscil·laven cap a l'Església catòlica com una font d'estabilitat i tradició. L'Església va portar de tornada a la vida quotidiana un sentit de jerarquia i un ordre orgànic. (Sens dubte que aquí hi ha una connexió implícita al romanticisme.) Però a les regions catòliques d'Europa, especialment a França, Itàlia i Espanya, aquest tipus de conservadorisme religiós tindria una atracció inherent.

## Conservadorisme en diferents països

### Conservadorisme anglès

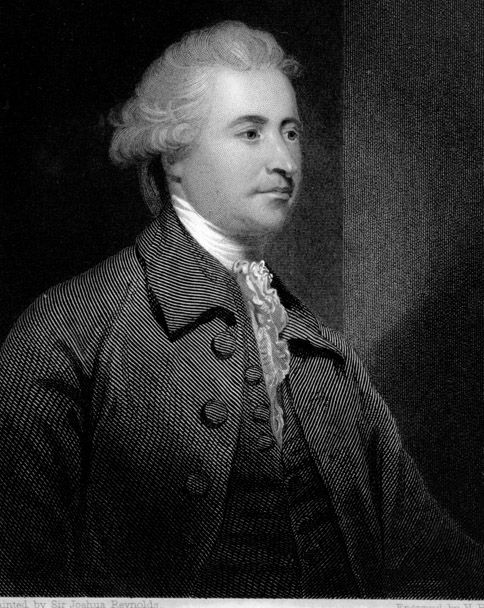
Edmund Burke (per Sir Joshua Reynolds)

Molts comentaristes apunten que l'origen del conservadorisme anglès es troba en les idees de Richard Hooker, teòleg de l'església anglicana, qui desenvolupament les seves idees a conseqüència de la Reforma. Hooker emfatitza la importància de la moderació a fi d'obtenir un equilibri polític en nom d'aconseguir harmonia social i el bé comú, donant així origen al que, a Anglaterra, s'anomena "Alt conservadorisme", que pot ser vist com un "conservadorisme moderat" o fins i tot com una expressió de la centredreta.
Un altre dels pensadors crucials del conservadorisme anglès va ser Edmund Burke. Al seu llibre Reflexions sobre la Revolució Francesa, Burke critica al racionalisme de l'il·luminisme i nega la possibilitat de fundar una societat en la capacitat emancipadora de la raó, projecte que el considera utòpic. Com a resposta a aquestes postures del liberalisme del segle xviii, Burke proposava la tornada a les tradicions fonamentals de la societat europea i els valors cristians basats en el naturalisme social. Aquesta posició es basa en la idea que no tots neixen iguals, amb equivalents capacitats o raó i, per tant, no podia confiar-se en un govern basat en la raó dels individus. Les tradicions, en canvi, contenien la capacitat provada de regular el funcionament social amb estabilitat. Tanmateix, Burke no nega la necessitat dels canvis socials, però qüestiona la seva velocitat. Per a ell, l'ordre social roman i evoluciona a través d'un procés natural, com un tot orgànic.
Burke concebia l'establiment de l'estat ideal (exemplificat en el sistema anglès) com basat en les lleis, llibertats i costums que resulta d'una espècie de contracte social entre els diversos sectors socials. Aquest contracte es reflecteix -en el cas esmentat- en la Carta de drets. Aquest contracte precedeix l'aparició de les Monarquies absolutes, les que han de ser controlades però no exterminades, tal com va ser el resultat de la Revolució Gloriosa. En l'opinió de Burke, aquest contracte no sol regula les relacions entre les diferents estaments o classes socials, però estableix les "antigues llibertats" i garanties que corresponen a cada una., agregant que és de la contraposició d'aquests interessos, resolts en la manera aprovada en la constitució emana i asseguren no sol l'harmonia sinó també les llibertats mencionades. En resum, Burke és un fort partidari de la Monarquia constitucional que el considera basada en antics drets -que precedeixen o estan en la base mateixa d'aquest sistema i que es transmeten per dret d'herència i que s'expressen en el Parlament - Sistema que el considera harmoniós i estable no sol perquè "en una espècie de verdader contracte social" permet que els diversos "tipus de propietats' (noblesa, església i comerciants o burgesos en el sentit original de la paraula: els que viuen en ciutats) puguin dirimir els seus problemes sinó també perquè "el vulgo" accepta i fa seu aquest sistema en la mesura que li garanteix prosperitat. Addicionalment, Burke argumenta que les tradicions són una font molt més estable d'acció política que "abstraccions metafísiques" que, com molt, representen sols el millor d'una generació, a diferència de la saviesa acumulada de les tradicions, que influeixen els individus de tal manera que fan impossible la realització de "judicis objectius" sobre la societat.
Burke ha arribat a tenir molta influència en el conservadorisme no sols anglosaxó sinó a més en el d'altres nacions a causa de, entre altres coses, les seves idees sobre la "Llei de conseqüències no previstes". i de "pelill moral".
Finalment, i en aparent oposició a l'origen cristià de les seves idees, Burke defensava també la propietat privada, el que ha estat un dels elements centrals del conservadorisme fins avui.
Un altre pensador de gran importància per a aquesta visió va anar Benjamin Disraeli, qui, malgrat ser conservador, sentia simpatia per algunes de les demandes dels " cartistes " i va introduir -indirectament- el terme "conservadorisme d'una nació" per referir-se a una aspiració d'unitat nacional i harmonia entre les classes socials i grups d'interessos.
Consegüentment amb aquesta posició, Disraeli cercà un acord polític amb els "radicals", en oposició a les polítiques liberals de l'època, concretament, en relació amb estendre el vot a sectors populars (en aquella època, el dret a vot es restringia a homes que fossin propietaris). Tanmateix aquestes temptatives van ser infructuoses, un líder cartistes anotà (al seu diari) que "Disraeli sembla incapaç de comprendre la (base) moral de la nostra posició política" Aparentment Disraeli estava preparat a oferir posicions en el seu gabinet a canvi de suport polític.
Malgrat aquestes falles, Disraeli continuà promovent polítiques "unitàries" o reformistes: la reducció d'impostos indirectes i escalonament dels directes en relació amb els ingressos, l'"Acta de Reforma de 1867" (o "Representation of the People Act 1867") que va estendre el dret a vot a les classes obreres urbanes. (el nombre de votants es doblà); donava representació en el Parlamente a quinze ciutats que no el tenien anteriorment i estenia la dels grans centres cartistes: Manchester i Liverpool. Alhora, va abolir el "compuestatge", sistema en el qual els arrendataris pagaven no sols renda, però interessos sobre ella (llevat que paguessin per avançat, la qual cosa, òbviament, la majoria dels treballadors no estava en condició de fer).
Posteriorment Disraeli va promoure lleis que permetien manifestacions pacífiques durant conflictes industrials (1875). El dret dels empleats a demandar als patrons per incompliment de (condicions) de contracte (1875). La llei de Salut Publica (1875) (que obligava els constructors i arrendataris a proveir habitatges amb certes condicions mínimes -tals com a aigua potable i connexions a serveis sanitaris) La llei de Millora de les Cases d'Artesans i Treballadors (1875) (que establia l'obligació de les municipalitats d'eliminar poblacions insalubres i construir-ne d'altres amb condicions mínimes) La llei de Venda de Comestibles i Drogues o medicaments (1875) (que regula la qualitat d'aquests articles) i la Llei d'Educació (1876)
En matèries de política exterior, Disraeli s'inclinava per promoure la "grandesa" del Regne Unit a través d'una política dura, sense concessions a la sentimentalitat, posant els interessos nacionals per sobre consideracions morals. En aquest sentit, Disraeli s'inclinava pel "proteccionisme" quan les circumstàncies ho permetien.
Polítics conservadors britànics van perseguir polítiques d'"una nació" fins a mitjan dècada dels 70 del segle xx. Entre ells es destaquen Harold Macmillan, qui afavoria un sistema d'economia mixta i va ser una de les figures centrals a l'establiment del consens que va produir l'Estat del Benestar anglès).
Posteriorment el conservadorisme d'Anglaterra adoptà les visions politico-econòmiques de l'escola austríaca amb el nomenament de Margaret Thatcher com a líder del partit conservador, qui s'oposava violentament a aquest consens "d'una nació" y a lo que ella percebia como el poder excessiu de los sindicats. El que va donar com a resultat una de les pitjors èpoques de tensions socials en territori britànic.

### Conservadorisme a Espanya
Les dues expressions del conservadorisme -reaccionari i moderat- es fan present a partir de les invasions franceses de començaments del segle xviii, primer amb el Manifest dels Perses que cerca, sota la direcció de personatges tals com Francisco Tadeo Calomarde, la restauració dels Borbóns, donant així origen a una versió particularment casticista o "reaccionària" de l'espanyolisme que eventualment va identificar "espanyol" amb l'ortodoxament catòlic, per contrast amb el que no ho és, encara que aparegui a Espanya, sent allà l'origen intel·lectual del qual tràgicament es va encunyar com "antiespanyol a Espanya".
Aquest conservadorisme era fermament oposat a l'ocupació francesa i mantenia una concepció reaccionària, absolutista, del poder real, emmarcant-se dins d'un pensament espanyol antiil·lustrat i antiliberal d'autors com Fernando de Zeballos, Lorenzo Hervás i Panduro i Francisco Alvarado. Fins i tot durant el període de les Corts de Cadis es va oposar no sol a les tendències liberals sinó també a les conservadores moderades, liderades al seu torn per Francisco Cea Bermúdez i Luis López Ballesteros.
En el període següent a la primera restauració, el sector reaccionari es va imposar, implementant, per exemple, polítiques educatives (Pla General d'Estudis del Regne), que modificava de forma radical els ensenyaments universitaris que s'havien actualitzat durant el trienni liberal i la breu influència napoleònica, suprimint bona part dels estudis científics en favor del Dret i la Teologia.
Posteriorment a la restauració monàrquica, la diferència entre reaccionaris i moderats es va fer evident i extrema en la disputa entre carlistes -generalment vistos com a expressió del conservadorisme reaccionari- i els partidaris d'Isabel II d'Espanya, generalment percebuts com a moderats. Amb el triomf dels partidaris d'aquests últims, el conservadorisme moderat es va formar en força política institucional a través del " Partit Moderat ", sota la presidència governamental de Francisco Martínez de la Rosa, Aquest partit eventualment es va unir amb la Unió Liberal per formar el Partit Liberal-Conservador, sota la direcció de Cánovas del Castillo.
Aquest conservadorisme reprèn algunes de les percepcions més extremes del corrent reaccionari, caracteritzant-se per una desconfiança en la capacitat del poble per governar-se a si mateix, per la qual cosa l'autoritat política hauria de ser la monarquia. Per tant, considera inútils el vot i l'opinió popular. Torna, a més, mitjançant el denominat "Decret Orosio" a suspendre la llibertat de càtedra a Espanya «si s'atemptava contra els dogmes de fe», cercant consolidar el principi integrista que feia de la nació un projecte sostingut en la voluntat divina.
Durant aquest període, el conservadorisme més moderat va trobar expressió en el Partit Constitucional, sota la direcció de persones tals com Francisco Serrano i Domínguez i Sagasta.
Ambdós sectors van aconseguir un acord de repartició del poder, que alguns denominen "moderantisme", que es va expressar políticament en un sistema bipartidista en el qual els fraus electorals, recolzats en el caciquisme feien possible l'alternança com a mitjà d'evitar conflictes. Després de la mort de Cánovas el sistema continua funcionant sota l'égida més moderada d'Antonio Maura i Montaner. Tanmateix, i malgrat les temptatives regeneracionistes d'aquest polític, la profunda corrupció moral, al·legadament resultat del sistema polític, que va acabar eventualment en la dictadura de Primo de Rivera.
Producte d'aquesta crisi intel·lectual es va originar també un gran debat sobre el Problema d'Espanya que cercava dilucidar la possible existència d'un caràcter nacional com possible explicació de la falla espanyola en produir unitat i cohesió interna, com expressada en l'aparent major consens nacional d'altres nacions "més reeixides", com la francesa o l'alemanya, plantejant la possibilitat d'un exepcionalisme espanyol.
Durant aquesta dictadura es va continuar amb el proteccionisme econòmic iniciat en el període anterior, proteccionisme que, al costat d'un corporativisme gandul que es desenvolupava simultàniament al de la Itàlia feixista, va donar raó a què l'economia espanyola fos descrita com una de més tancades del món. És durant aquesta dictadura que es fonguin algun dels monopolis de major recorregut històric a Espanya: Telefónica en 1924 i CAMPSA, 1927, així com una política d'obres públiques (embassaments, carreteres) que va ser continuada per la Segona República.
Posteriorment, la vida política a Espanya va entrar en un nou període de disrupcions i confrontacions profundes, durant els turbulents anys de la Segona República. Durant aquell període cal destacar el paper que va jugar en la consolidació del pensament conservador la revista i societat cultural Acción Española, fundada per Ramiro de Maeztu en 1931 per la que van desfilar les millors plomes del ric i variat pensament conservador de l'època; homes de la talla de José Calvo Sotelo, Víctor Pradera, José María Pemán, Rafael Sánchez Mazas, Jorge Vigón o Ernesto Giménez Caballero entre molts d'altres. Aquesta publicació va servir de tribuna perquè el sector conservador publicités la seva oposició no sol a la república sinó també la seva proposta d'hispanitat com a projecte reivindicador d'una concepció profundament catòlica i tradicionalista de la cultura dels pobles de parla castellana.
Durant aquella època sorgeix també la Falange Española, que molts consideren una expressió de dreta extrema o feixista.
Les tensions esmentades van resultar eventualment en la Guerra Civil espanyola i sol semblen haver-se resolt amb la fi de la cruel dictadura de Francisco Franco.
Durant i posteriorment a la transició a la democràcia, es fa present una nova percepció política, que pot ser vista com superant a la concentració en la hispanitat entesa com separada o oposada al pensament europeu modern: "L'"europeisme" acabaria per convertir-se en factor aglutinant essencial de l'oposició al franquisme, unint entorn del projecte d'integració d'Espanya a Europa a pràcticament tot l'espectre polític espanyol, incloent-hi importants personatges de l'elit franquista." Durant el mateix període dos personatges s'han destacat com a representant l'evolució del conservadorisme espanyol : en l'àrea més dura Gonzalo Fernández de la Mora i en la més moderada Joaquín Calomarde

## Filosofia conservadora en l'actualitat

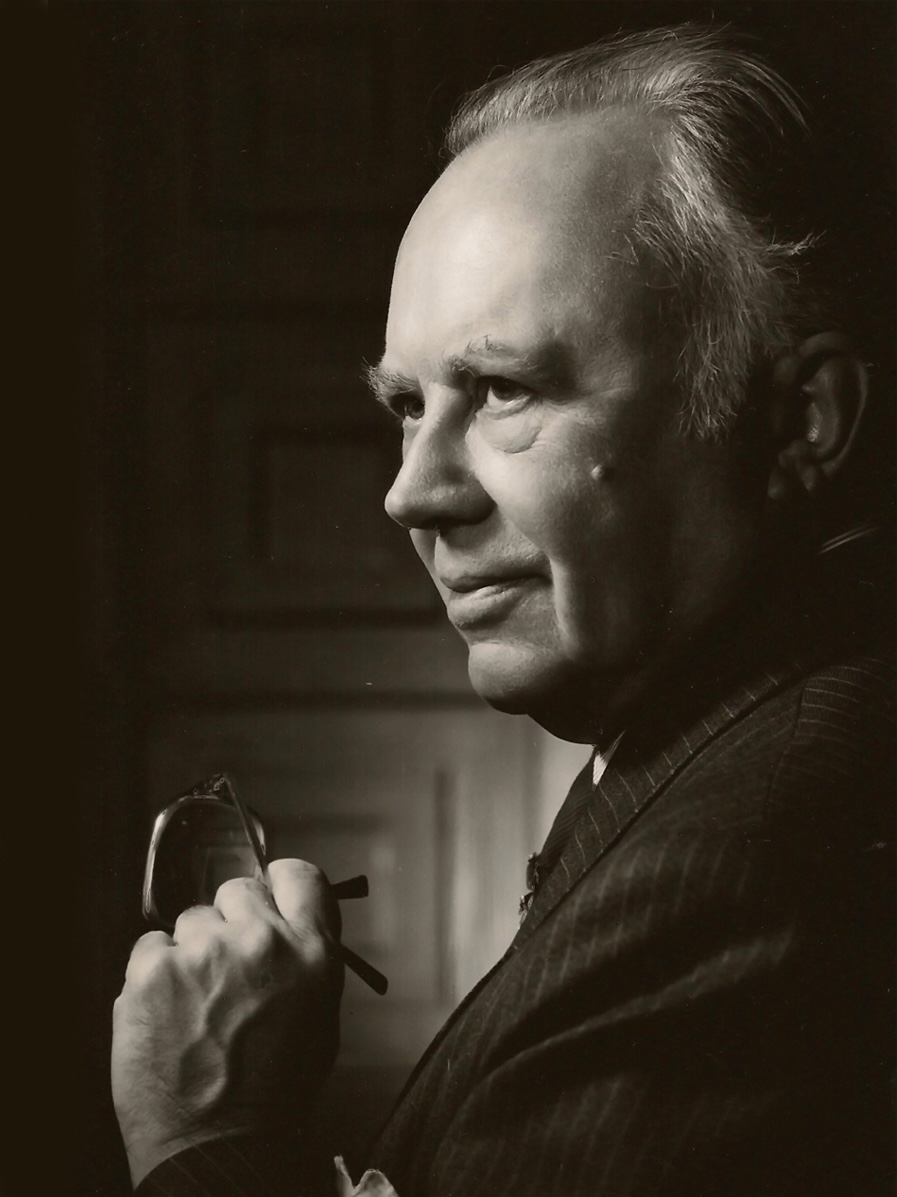
Russell Kirk

L'escriptor que va reviure la filosofia conservadora en l'actualitat, va anar Russell Kirk en el seu llibre "The Conservative Mind", va forjar gran part de les bases de l'ideal i al seu torn va reviure el pensament d'Edmund Burke, per ressaltar el que Kirk pensava que era conservador, caldria citar el seu escrit "Ten Conservative Principles": 
- Existeix un designi d'ordre per a l'home i l'home està fet per a ell.

- El conservador prefereix els costums, l'ordre i la continuïtat.

- El conservador creu en el principi de la prescripció, és a dir creu en el coneixement del passat i el dels costums abans que les assercions d'un sol individu.

- El conservador està guiat pel principi de la prudència, ha d'examinar abans d'actuar els problemes que les seves accions impliquen.

- El conservador creu en el principi de la varietat, tots som diferents des de la nostra cultura, les nostres arrels, els nostres pensaments, la nostra intel·ligència i les nostres propietats materials.

- El conservador creu en la imperfecció de l'ésser humà, les utopies sempre són enderrocades, per la qual cosa el més raonable és creure en l'ordre, la justícia i la llibertat de l'individu.

- El conservador creu que la llibertat de l'individu i el que aquest pugui tenir béns materials, són dos ideals que estan molt relacionats i han de ser conjugats en la societat.

- El conservador creu en els actes voluntaris i s'oposa a tot pensament que obligui la gent en creure en una cosa diferent que volen creure.

- El conservador creu en la prudència en tot acte de l'home i en el poder d'un govern.

- El conservador considera que tant el canvi com la permanència han de ser reconeguts en els actes de la societat.